# Ranunculus pronicus
Ranunculus pronicus är en ranunkelväxtart som beskrevs av A. Skvorts.. Ranunculus pronicus ingår i släktet ranunkler, och familjen ranunkelväxter. Inga underarter finns listade i Catalogue of Life.